# David Stec
David Stec (ur. 10 maja 1994 w Wiedniu) – austriacki piłkarz pochodzenia polskiego występujący na pozycji prawego obrońcy.

## Kariera klubowa

### Austria Wiedeń
W wieku 14 lat dostał się do prestiżowej akademii Austrii Wiedeń finansowanej przez Franka Stronacha, z którą w sezonie 2008/09 wywalczył mistrzostwo Austrii do 15 lat.

### SKN St. Pölten
Rok później, w wieku 15 lat trafił do klubu Sankt Poelten, w barwach którego grał przez cztery lata w drużynach młodzieżowych. Jednym z jego ówczesnych trenerów był wielokrotny reprezentant Polski Bohdan Masztaler. Po czterech latach trafił do drużyny rezerw, a w 2014 podpisał pierwszy profesjonalny kontrakt. W barwach seniorskiego zespołu zadebiutował 10 maja 2014 w meczu drugiej ligi austriackiej przeciwko First Vienna FC (1:0). Pomimo występowania na zapleczu austriackiej Bundesligi jego klub występował w eliminacjach Ligi Europy UEFA, co było zasługą świetnych wyników w Pucharze Austrii w sezonie 2013/14, w którym dotarli do finału. W Lidze Europy UEFA zadebiutował 17 lipca 2014 w meczu przeciwko Botewowi Płowdiw (2:1). Latem 2015 otrzymał ofertę z drużyny SV Grödig, jednak nie otrzymał zgody na transfer od swojego obecnego klubu. Pierwszego gola w SKN St. Pölten zdobył 12 maja 2015 w meczu ligowym przeciwko Floridsdorfer AC (3:1). W sezonie 2015/16 wywalczył tytuł mistrza 2. Ligi, co oznaczało awans do najwyższej klasy rozgrywkowej w Austrii – Bundesligi austriackiej. W Bundeslidze zadebiutował 24 lipca 2016 w meczu przeciwko Austrii Wiedeń (1:2), a pierwszego gola zdobył 28 października 2017 w meczu przeciwko SV Mattersburg (1:1).

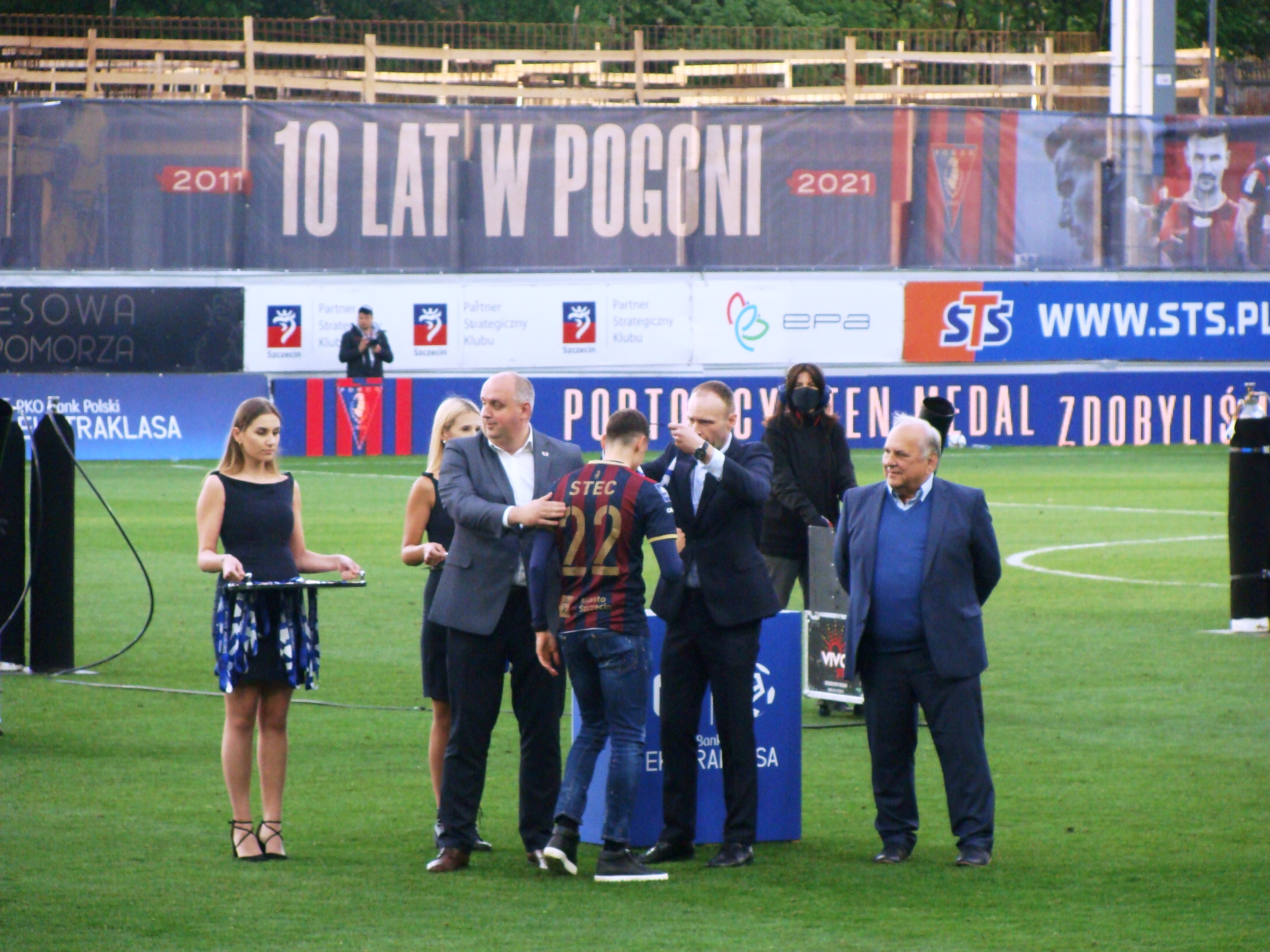
David Stec odbiera medal za zdobycie III miejsca w Ekstraklasie w sezonie 2020/2021

### Pogoń Szczecin
1 lipca 2018 podpisał dwuletni kontrakt z Pogonią Szczecin z opcją przedłużenia o dodatkowy rok. W barwach nowego klubu zadebiutował 20 lipca 2018 w meczu Ekstraklasy przeciwko Miedzi Legnica (1:0). Pierwszego gola zdobył 8 grudnia 2019 w meczu ligowym przeciwko Piastowi Gliwice (1:0) W sezonie 2020/21 zajął z zespołem 3. miejsce w lidze.

### TSV Hartberg
1 lipca 2021 przeszedł do zespołu TSV Hartberg. Zadebiutował 16 lipca 2021 w meczu Pucharu Austrii przeciwko TuS Bad Gleichenberg (0:3). W Bundeslidze zadebiutował 24 lipca 2021 w meczu przeciwko Rapidowi Wiedeń (0:2).

### Lechia Gdańsk
8 stycznia 2022 podpisał dwuipółletni kontrakt z klubem Lechia Gdańsk. Zadebiutował 5 lutego 2022 w meczu Ekstraklasy przeciwko Śląskowi Wrocław (2:0).

## Kariera reprezentacyjna
Otrzymał powołanie na zgrupowanie reprezentacji Austrii U-21 już przed rokiem 2015, ale nie mógł wystąpić w żadnym oficjalnym meczu, z powodu posiadania polskiego obywatelstwa. Po zmianie narodowości zadebiutował w kadrze U-21 31 maja 2016 w meczu towarzyskim przeciwko Serbii (3:1).

## Statystyki

### Klubowe
(aktualne na 4 lutego 2023)
| Klub               | Sezon              | Liga               | Liga  | Liga   | Puchar kraju | Puchar kraju | Europa | Europa | Suma  | Suma   |
| Klub               | Sezon              | Liga               | Mecze | Bramki | Mecze        | Bramki       | Mecze  | Bramki | Mecze | Bramki |
| ------------------ | ------------------ | ------------------ | ----- | ------ | ------------ | ------------ | ------ | ------ | ----- | ------ |
| SKN St. Pölten     | 2013/14            | 2. Liga            | 2     | 0      | 0            | 0            | –      | –      | 2     | 0      |
| SKN St. Pölten     | 2014/15            | 2. Liga            | 26    | 2      | 3            | 0            | 4      | 0      | 33    | 2      |
| SKN St. Pölten     | 2015/16            | 2. Liga            | 34    | 5      | 4            | 1            | –      | –      | 38    | 6      |
| SKN St. Pölten     | 2016/17            | Bundesliga         | 34    | 0      | 4            | 0            | –      | –      | 38    | 0      |
| SKN St. Pölten     | 2017/18            | Bundesliga         | 29    | 1      | 1            | 0            | –      | –      | 30    | 1      |
| SKN St. Pölten     | Ogólnie            | Ogólnie            | 125   | 8      | 12           | 1            | 4      | 0      | 141   | 9      |
| Pogoń Szczecin     | 2018/19            | Ekstraklasa        | 26    | 0      | 0            | 0            | –      | –      | 26    | 0      |
| Pogoń Szczecin     | 2019/20            | Ekstraklasa        | 23    | 1      | 1            | 0            | –      | –      | 24    | 1      |
| Pogoń Szczecin     | 2020/21            | Ekstraklasa        | 10    | 0      | 2            | 0            | –      | –      | 12    | 0      |
| Pogoń Szczecin     | Ogólnie            | Ogólnie            | 59    | 1      | 3            | 0            | 0      | 0      | 62    | 1      |
| TSV Hartberg       | 2021/22            | Bundesliga         | 15    | 0      | 2            | 0            | –      | –      | 17    | 0      |
| TSV Hartberg       | Ogólnie            | Ogólnie            | 15    | 0      | 2            | 0            | 0      | 0      | 17    | 0      |
| Lechia Gdańsk      | 2021/22            | Ekstraklasa        | 5     | 0      | 0            | 0            | –      | –      | 5     | 0      |
| Lechia Gdańsk      | 2022/23            | Ekstraklasa        | 17    | 0      | 2            | 0            | –      | –      | 19    | 0      |
| Ogólnie            | Ogólnie            | Ogólnie            | 22    | 0      | 2            | 0            | 0      | 0      | 24    | 0      |
| Ogólnie w karierze | Ogólnie w karierze | Ogólnie w karierze | 221   | 9      | 19           | 1            | 4      | 0      | 244   | 10     |

### Reprezentacyjne
| Reprezentacja | Rok     | Mecze | Bramki |
| ------------- | ------- | ----- | ------ |
| Austria U-21  | 2016    | 4     | 0      |
| Łącznie       | Łącznie | 4     | 0      |

| Mecze i gole w reprezentacji | Mecze i gole w reprezentacji | Mecze i gole w reprezentacji | Mecze i gole w reprezentacji | Mecze i gole w reprezentacji | Mecze i gole w reprezentacji | Mecze i gole w reprezentacji | Mecze i gole w reprezentacji |
| Lp.                          | Data                         | Miejsce                      | Gospodarz                    | Gość                         | Wynik                        | Gol                          | Rozgrywki                    |
| ---------------------------- | ---------------------------- | ---------------------------- | ---------------------------- | ---------------------------- | ---------------------------- | ---------------------------- | ---------------------------- |
| 1.                           | 31.05.2016                   | Kijów                        | Serbia U-21                  | Austria U-21                 | 3:1                          |                              | Mecz towarzyski              |
| 2.                           | 02.06.2016                   | Kijów                        | Ukraina U-21                 | Austria U-21                 | 1:1 k. 4:2                   |                              | Mecz towarzyski              |
| 3.                           | 02.09.2016                   | Vaasa                        | Finlandia U-21               | Austria U-21                 | 0:1                          |                              | el. ME U-21 2017             |
| 4.                           | 11.11.2016                   | St. Pölten                   | Austria U-21                 | Hiszpania U-21               | 1:1                          |                              | el. ME U-21 2017             |

## Sukcesy

### SKN St. Pölten
- Mistrzostwo 2. Ligi (1×): 2015/2016

### Pogoń Szczecin
- III miejsce w Ekstraklasie (1×): 2020/2021

## Życie prywatne
Od urodzenia był polskiej narodowości, którą zmienił na austriacką pod naciskiem klubu, aby nie być traktowanym w lidze jako obcokrajowiec. Jego rodzice są Polakami, matka pochodzi z Kościeliska, a ojciec z Lipnicy Małej, gdzie stoi ich rodzinny dom, w którym najczęściej spędzają wolne weekedny i święta. Ma trójkę rodzeństwa: dwie siostry i brata.